# Prime Evil (албум)
Prime Evil е шести студиен албум на британската хевиметъл група Venom, издаден през 1989 г. Първия без оригиналният басист и вокалист на групата, Кронос.

## Състав
- Тони Долан – бас, вокали
- Мантас – китара
- Ал Бърнс – китара
- Абадон – барабани